# Kamen Kalew
Kamen Kalew, bułg. Камен Калев (ur. 8 czerwca 1975 w Burgasie) – bułgarski reżyser, scenarzysta i producent filmowy.

## Życiorys
Studiował na wydziale operatorskim w szkołach filmowych NATFIZ w Sofii i La Fémis w Paryżu. Jego pierwsze filmy krótkometrażowe zdobywały liczne nagrody na międzynarodowych festiwalach. 
Pełnometrażowy debiut reżyserski, Wschodnie zabawy (2009), miał swoją premierę w ramach sekcji „Quinzaine des Réalisateurs” na 62. MFF w Cannes, gdzie co prawda nie zdobył żadnej nagrody, ale spotkał się z gorącym przyjęciem. Później film otrzymał wiele cennych wyróżnień, m.in. Grand Prix, nagrodę za reżyserię i główną rolę męską na MFF w Tokio.
Kolejne filmy Kalewa to: Wyspa (2011) z Thure Lindhardtem i Laetitią Castą w rolach głównych, Mosty Sarajewa (2014, segment), Twarzą do dołu (2015) i Luty (2020).